# Portrait équestre de Giovanni Carlo Doria
Le portrait équestre de Giovanni Carlo Doria est un portrait équestre de Giovanni Carlo Doria, réalisé par Pierre Paul Rubens en 1606. Ce tableau est conservé à la Galleria nazionale di palazzo Spinola à Gênes.

## Réalisation
En 1606, Agostino Doria, doge de Gênes,  Brigida Spinola Doria et son fils Giovanni Carlo Doria ont tous été peints par Rubens.

## Description
Le tableau représente Giovanni Carlo Doria à cheval, à l'âge de trente ans.

## Parcours du tableau
Ce tableau a été vendu aux enchères en 1940 à Naples et, à la suggestion de Benito Mussolini, acheté par Adolf Hitler. Il a été « rendu à l'Italie après la fin de la Seconde Guerre mondiale ».